# Jeder Tag zählt
Jeder Tag zählt ist ein deutsches Filmdrama von Gabriela Zerhau aus dem Jahr 2012.

## Handlung
Die 14-jährige Lilli beginnt immer weniger zu essen. Ihre Mutter Emma vermutet Lilli sei magersüchtig; es stellt sich jedoch heraus, dass sie an Akuter myeloischer Leukämie erkrankt ist. Sie kommt zur Behandlung in einer darauf spezialisierte Münchener Kinderonkologie. Da es ihr zu Beginn noch verhältnismäßig gut geht, muss sie zwar täglich in die Klinik, darf aber ansonsten bei ihrem Vater Gerd und seiner neuen Frau Waldi wohnen.
Dort bekommt sie von ihrer Schwester Mausi, Medizinstudentin, Spritzen und wird von gleichaltrigen Freundinnen und der Freundin ihrer Mutter Paula besucht. Das Verhältnis zwischen Emma und Waldi ist angespannt, da Emma von ihrem Mann wegen Waldi verlassen wurde. Später verbessert es sich. In der Klinik muss Lilli eine Chemotherapie durchstehen und verliert in der Folge ihre Haare. Ein Junge aus der Klinik, Ali, verliebt sich in Lilli, die jedoch für den FSJler Tom schwärmt. Ali und Lilli freunden sich an und erleben mit, wie der jeweils andere unter den Folgen einer Knochenmarkstransplantation leidet (häufiges Erbrechen). Als Lilli von Alis Tod erfährt ist sie sehr aufgebracht. Da sich lange kein Erfolg bei der Transplantation einstellt, wird auch der Zweifel Emmas an der Güte Gottes stärker. Auch die anderen Beteiligten sind von der Situation betroffen.
Mehr als zwei Wochen nach der Transplantation zeigen sich erste Erfolge. Lilli wird zunehmend wieder gesund und darf zurück nach Hause.

## Wahrer Hintergrund
Der Film basiert auf dem Roman Am Seidenen Faden von Jutta Mehler aus dem Jahr 2007. Der Roman beschreibt die wahre Krankheitsgeschichte um Mehlers Tochter. Mehlers Schwester Ruth Toma schrieb darauf aufbauend das Drehbuch zum Film. Die Tochter selbst wird in der tz zitiert, dass der Film „[…] sehr nah an dem Buch meiner Mutter [ist], und das ist sehr nah an dem, was damals geschehen ist.“ Sie studiere nun selbst Medizin, da sie sich vorgenommen habe, selbst so wie die Ärzte zu werden.

## Veröffentlichung
Der Film hatte am 29. September 2012 beim Filmfest Hamburg Premiere. Im Fernsehen lief er am 17. März 2014 im ZDF. Es wurde eine Einschaltquote von 14,3 % und eine Zuschauerzahl von 4,75 Mio. ermittelt.